# Lilla Furen
Lilla Furen är en sjö i Olofströms kommun i Blekinge och ingår i Skräbeåns huvudavrinningsområde.